# 西オーストラリア州
西オーストラリア州（にしオーストラリアしゅう、英: Western Australia、略号：WA）は、オーストラリアの西部、東経129度線よりも西側を管轄する州である。面積において同国最大の州で、本土面積の3分の1を占める。しかし、人口はオーストラリア国内の約10%の約266万人にすぎず、その大部分は州の南西部に集中している。州都は州内最大の都市であるパースである。

## 地理

### 位置
オーストラリア大陸西部に位置し、東北はノーザンテリトリー、東南は南オーストラリア州と接する。西と南はインド洋に面する長大な海岸線となる。
地方行政単位としてはロシアのサハ共和国に次いで広く、面積は252万9875平方kmに達する。これは日本の6.6倍である。
同州の標準時である西オーストラリア標準時（AWST）は、UTC+8時間（日本標準時-1時間）である。なお、夏時間が2006年から3年間試行されたものの、反対多数により以後実施されないことに決定した。

### 地形
州面積の90%は砂漠または半沙漠である。州人口の大部分はパース都市圏に集中する。

### 気候
州の大半は熱帯または砂漠気候、ステップ気候、地中海性気候である。

### 行政区画

#### 地域区分
- ガスコイン地域（Gascoyne）

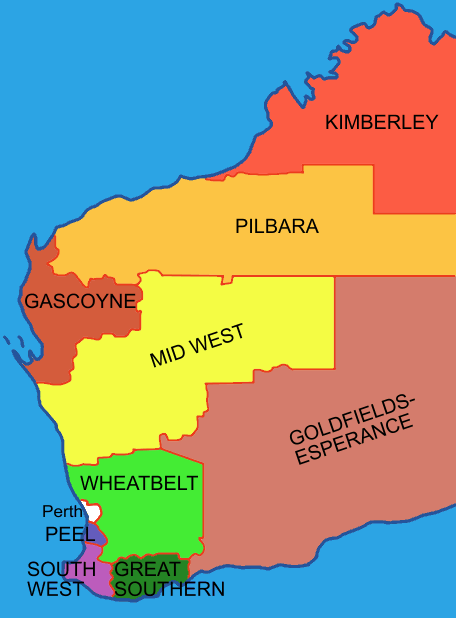
西オーストラリア州の地域

- ゴールドフィールズ・エスペランス地域（Goldfields-Esperance）
- グレート・サザン地域（Great Southern）
- キンバリー地域（Kimberley）
- 中西部地域（Mid West）
- ピール地域（Peel）
- ピルバラ地域（Pilbara）
- 南西部地域（South West）
- ウィートベルト地域（Wheatbelt）
- パース都市圏

### 都市

#### 主要都市
- パース（人口：206万人）
- マンジュラ（人口：9.7万人）
- バンバリー（人口：7.5万人）
- ジェラルトン（人口：3.7万人）
- アルバニー（人口：3.4万人）
- カルグーリー（人口：3万人）
- フリーマントル（人口：2.9万人）（パース都市圏）
- バッセルトン（人口：2.5万人）
- ブルーム（人口：1.4万人）
- ポートヘッドランド（人口：1.4万人）
- エスペランス（人口：1.2万人）

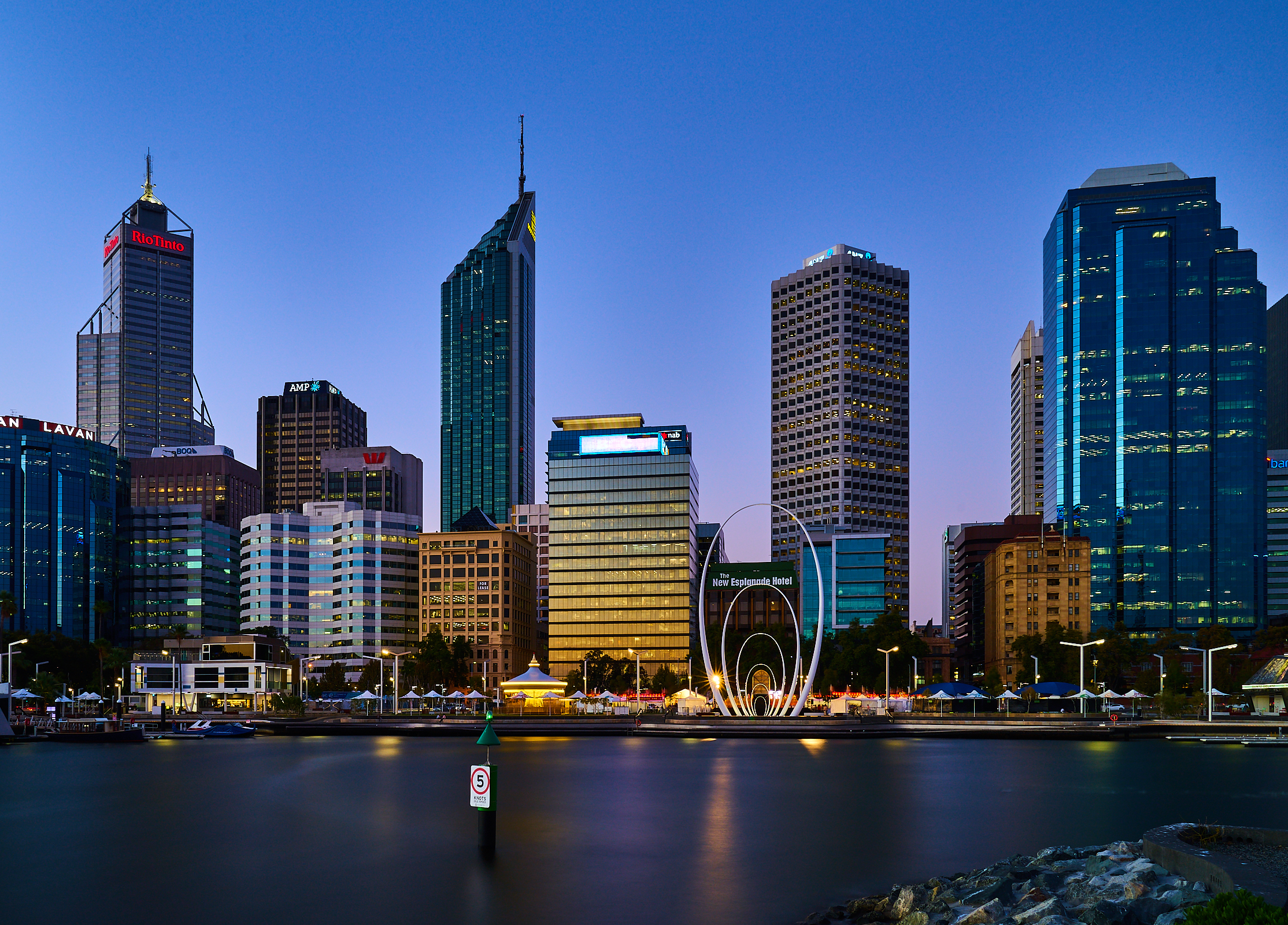
パース
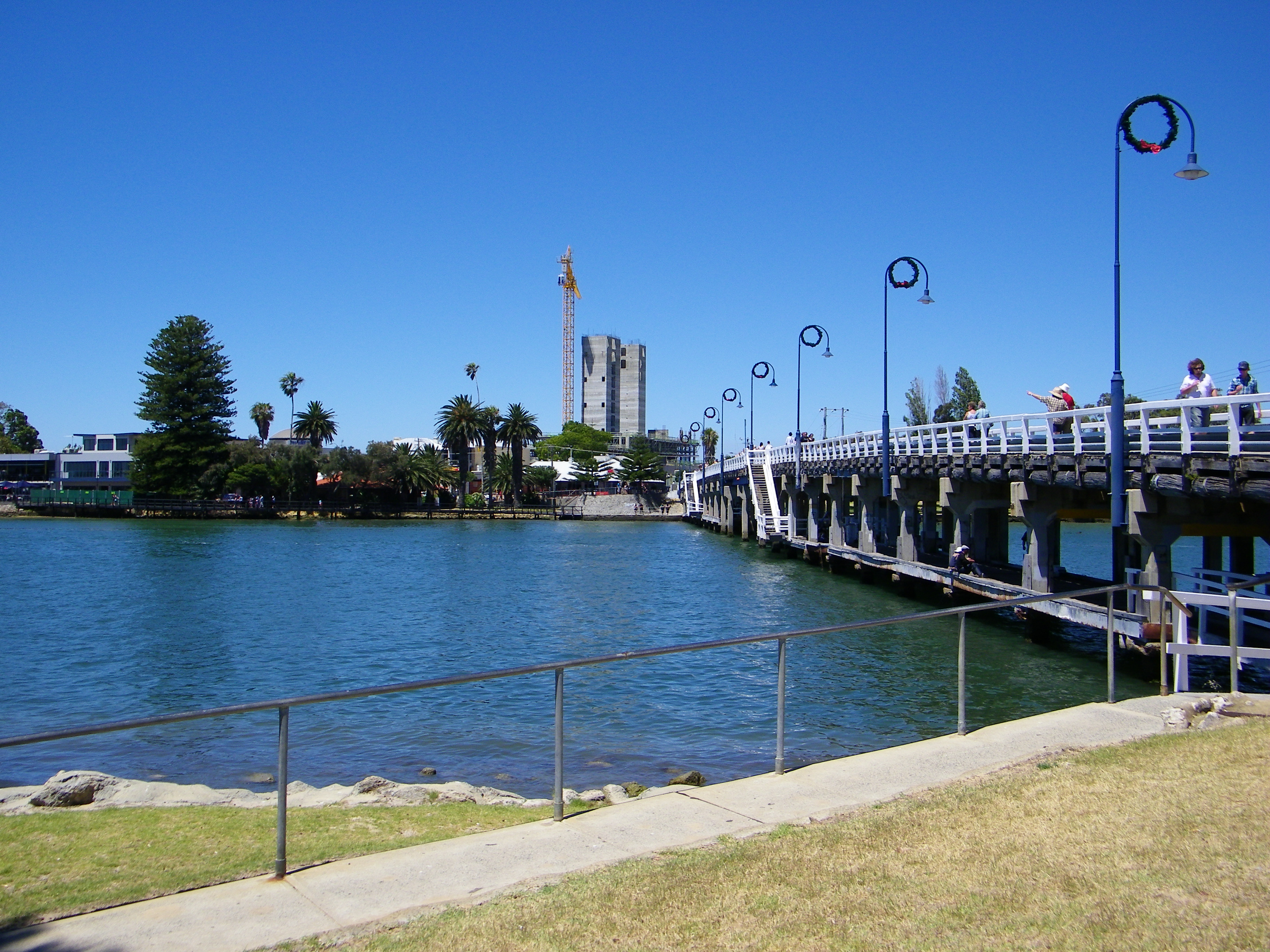
マンジュラ
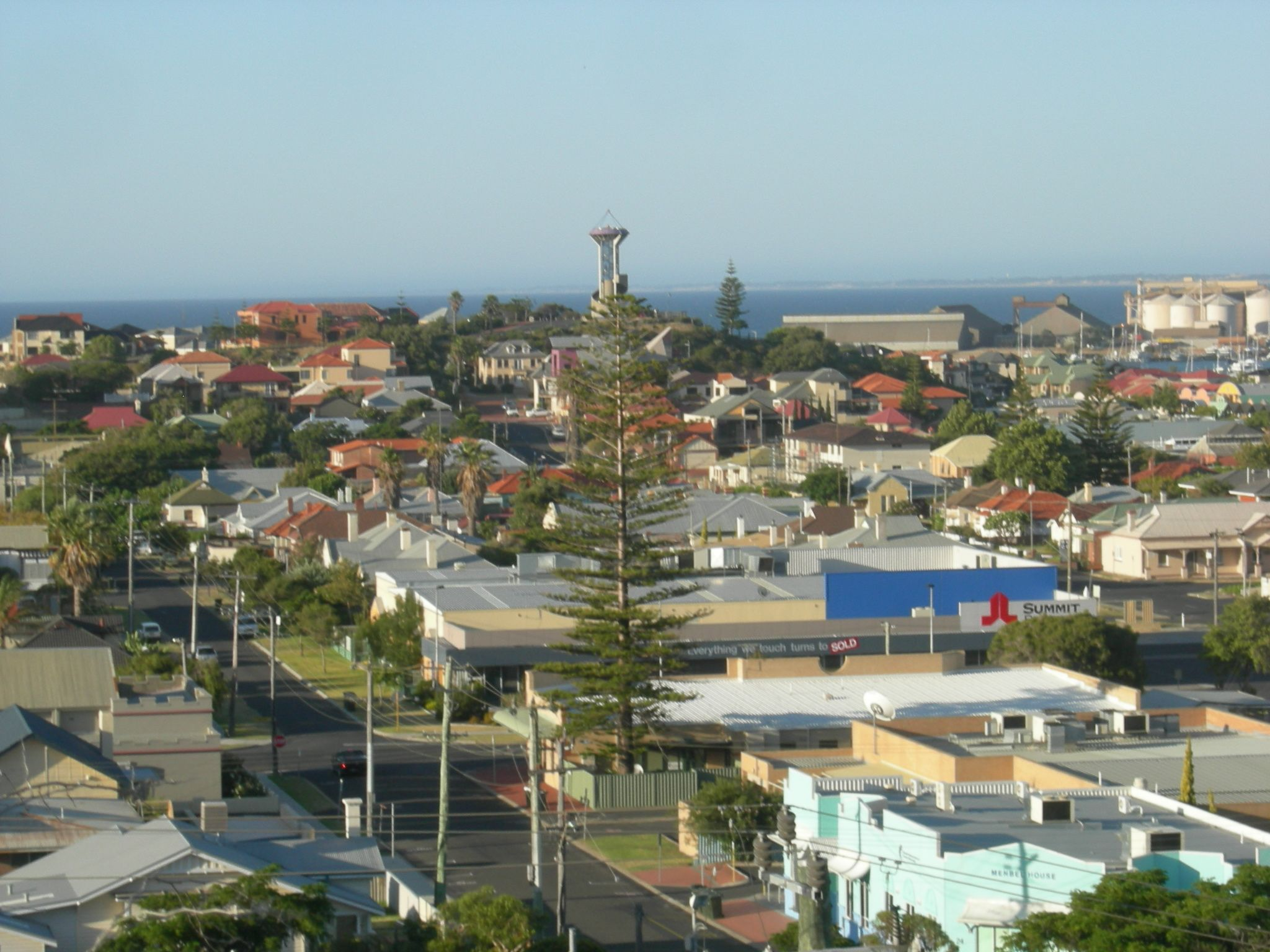
バンバリー
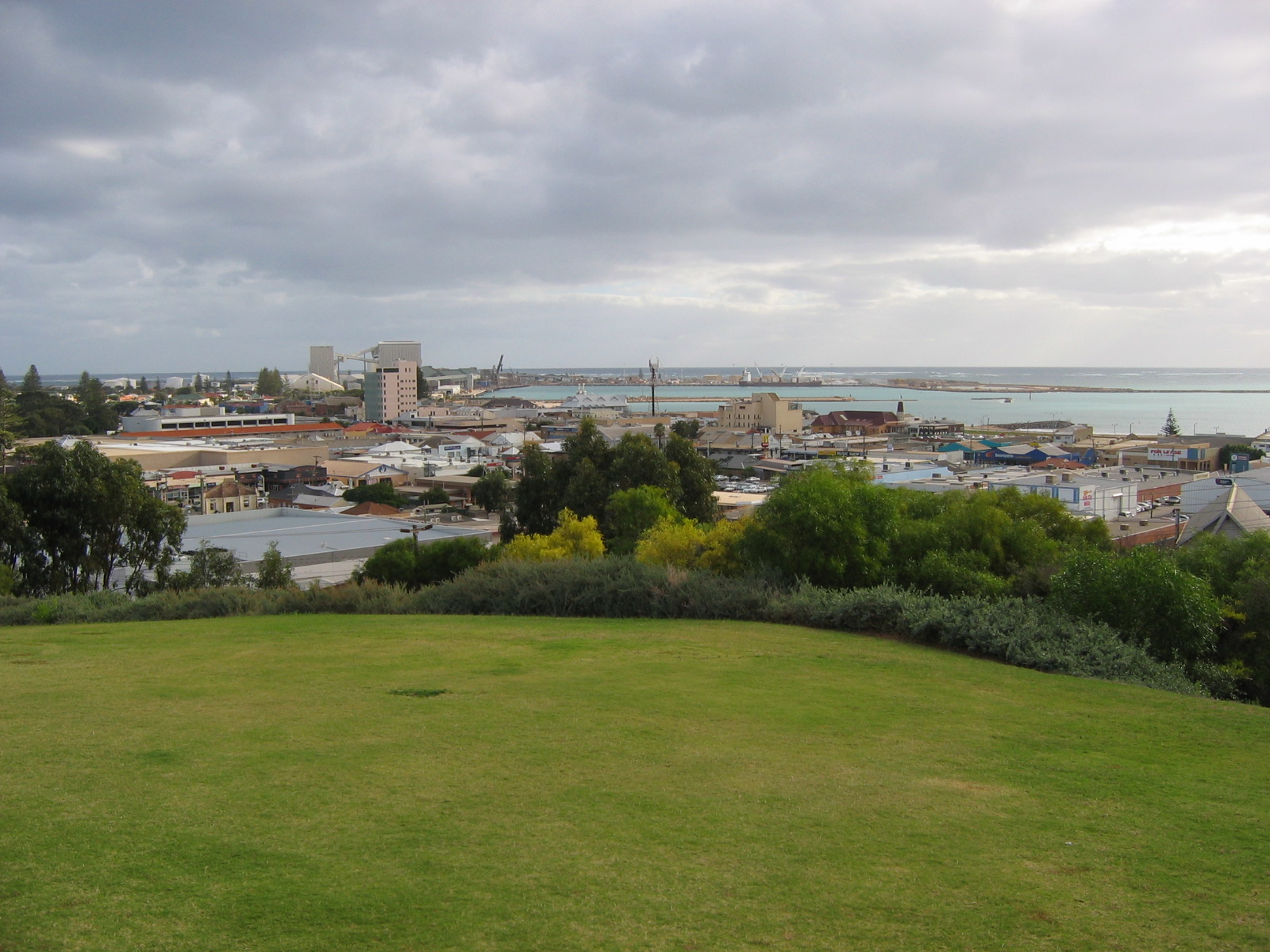
ジェラルトン
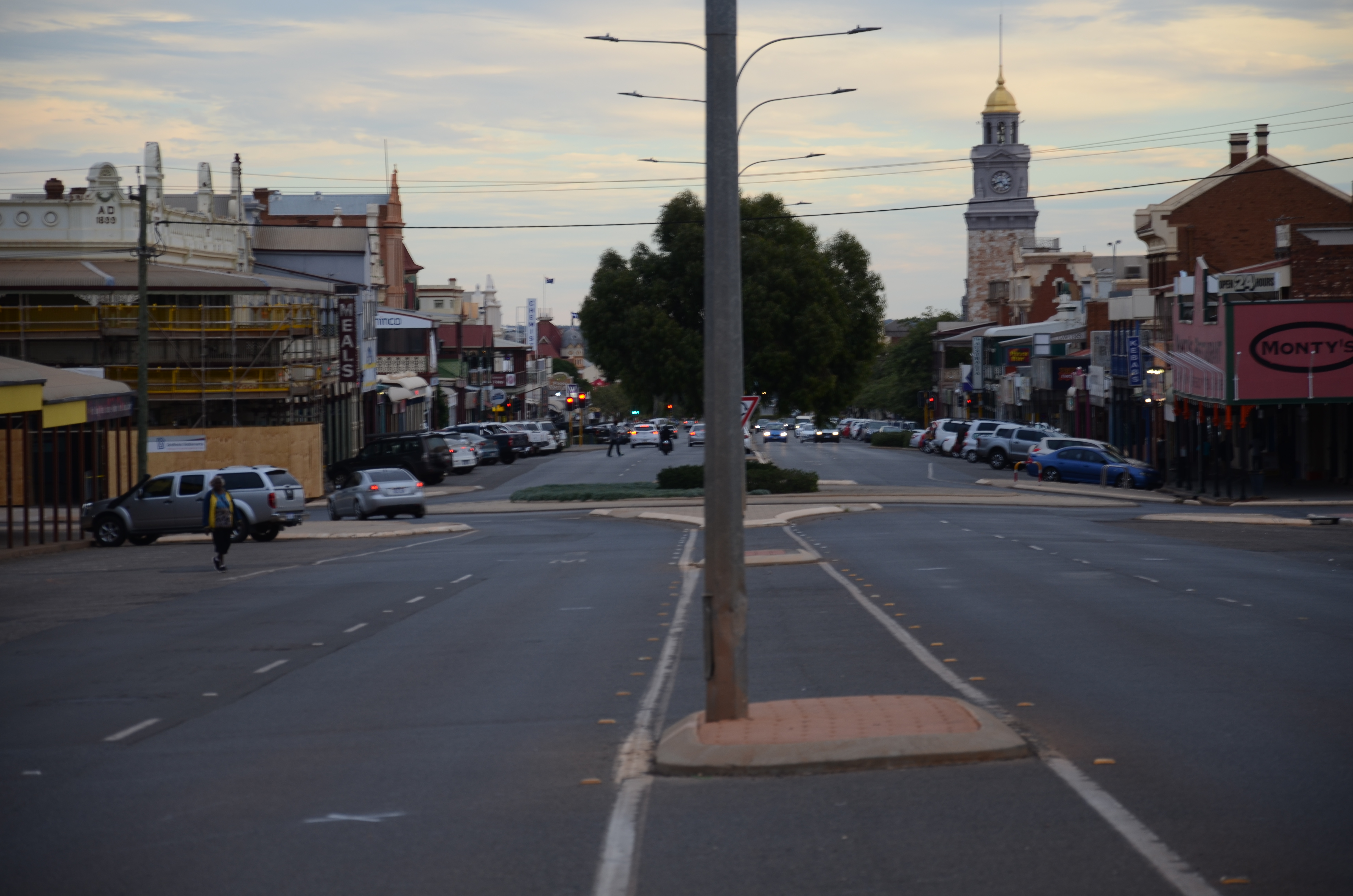
カルグーリー
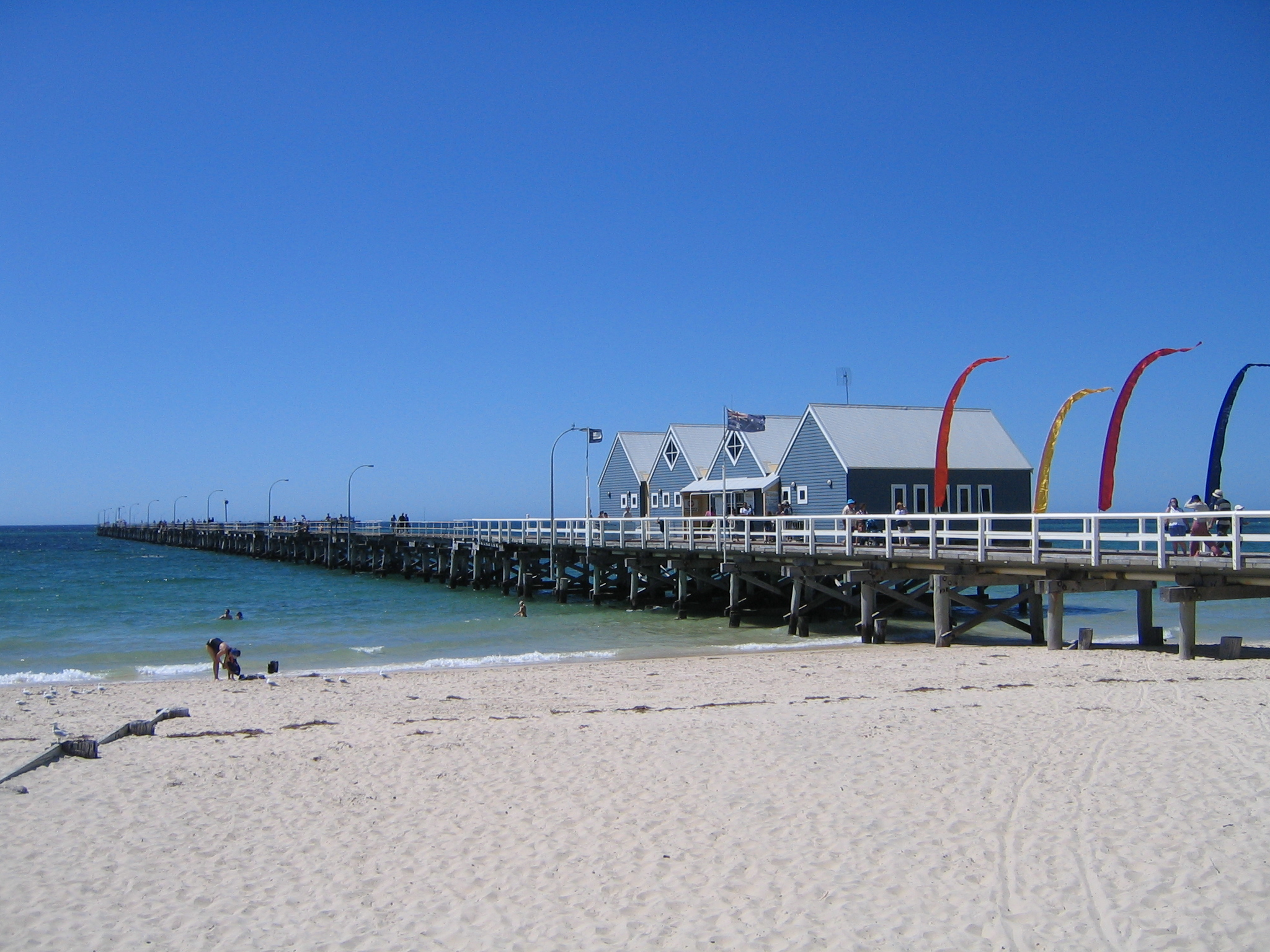
バッセルトン

## 歴史
- 1616年、バタヴィアのオランダ東インド会社の貿易船が「発見」し、ヨーロッパに紹介された。ニューホランド（新オランダ）と呼ばれていたが、オランダ人は定住しなかった。
- 1826年、イギリス政府はスワン川流域に流刑植民地を設置し、植民が始まった。当初はニューサウスウェールズ州によって管理された。
- 1831年に準州に昇格。
- 1901年にオーストラリア連邦の西オーストラリア州が成立した。
- 1931年にはオーストラリアからの分離運動が起こったものの、英国議会に拒絶された。
- 第二次世界大戦中は日本軍の爆撃に悩まされた。
- 戦後はイタリア、ユーゴスラビア、ギリシャなど欧州からの移民が増加した。

## 対外関係

### 姉妹自治体・提携自治体

#### 日本との姉妹都市･提携都市
都道府県（地方)
- 兵庫県（近畿地方)[3][4]

市区町村（地方・都道府県） - （州内都市）
- 富岡市（関東地方 群馬県 富岡市）- アルバニー市[5]
- 杉戸町（関東地方 埼玉県 北葛飾郡）- バッセルトン市[6]
- 世田谷区（関東地方 東京都）- バンバリー市[7]
- 足立区（関東地方 東京都）- ベルモント市[8]
- 横須賀市（関東地方 神奈川県）- フリーマントル市[9]
- 湖西市（中部地方 静岡県）- ジェラルトン市[10]
- 太地町（近畿地方 和歌山県 東牟婁郡）- ブルーム市[11]
- 赤穂市（近畿地方 兵庫県）- ロッキングハム[12]
- 鹿児島市（九州地方 鹿児島県）- パース市[13]

### 国際機関

#### 領事館
- 在パース日本国総領事館

## 経済

### 第一次産業

#### 醸造業
地中海性気候の地域もあるため1980年代からワイン生産など醸造業が盛んとなった。

### 第二次産業

#### 鉱業
オーストラリア最大の産金地帯であり、その他鉄鉱石、アルミナ（アルミニウムの原料）、ニッケル、天然ガス、石油などの鉱業生産に依存するところが大きい。
西オーストラリア州の鉱業も参考のこと。

### 第三次産業

#### 観光業
パースなどでは観光業も盛んである。

## 教育

### 大学
- カーティン工科大学（CURTIN）
- エディスコワン大学（ECU）
- マードック大学（MURDOCH）
- ノートルダムオーストラリア大学（UNDA）
- 西オーストラリア大学（UWA）
- TAFE

## 交通

### 空路

#### 空港
| 都市                     | ICAO           | IATA           | 空港                         |
| パース大都市圏           | パース大都市圏 | パース大都市圏 | パース大都市圏               |
| ------------------------ | -------------- | -------------- | ---------------------------- |
| レッドクリフ             | YPPH           | PER            | パース空港                   |
| Jandakot                 | YPJT           | JAD            | Jandakot 空港                |
| 地方                     |                |                |                              |
| アルバニー               | YABA           | ALH            | Albany 空港                  |
| ブルーム                 | YBRM           | BME            | ブルーム国際空港             |
| バセルトン               | YBLN           | BQB            | バセルトン地域空港           |
| カーナーボン             | YCAR           | CVQ            | カーナーボン空港             |
| キュー                   | YCUE           | CUY            | キュー空港                   |
| デナム                   | YSHK           |                | シャークベイ空港             |
| ダービー                 | YCIN           |                | カーティン空港               |
| ダービー                 | YDBY           | DRB            | ダービー空港                 |
| エスペランス             | YESP           | EPR            | エスペランス空港             |
| エクスマウス             | YPLM           | LEA            | Learmonth 空港               |
| フィッツロイクロッシング | YFTZ           | FIZ            | フィッツロイクロッシング空港 |
| フォレスト               | YFRT           | FOS            | フォレスト空港               |
| ジェラルトン             | YGEL           | GET            | ジェラルトン空港             |
| ホールズクリーク         | YHLC           | HCQ            | ホールズクリーク空港         |
| カルバリー               | YKBR           | KAX            | カルバリー空港               |
| カルグーリー             | YPKG           | KGI            | Kalgoorlie-Boulder 空港      |
| カラーサ                 | YPKA           | KTA            | カラーサ空港                 |
| カナナラ                 | YPKU           | KNX            | カナナラ空港                 |
| Laverton                 | YLTN           |                | Laverton 空港                |
| Leinster                 | YLST           | LER            | Leinster 空港                |
| Leonora                  | YLEO           | LNO            | Leonora 空港                 |
| ミーカサラ               | YMEK           | MKR            | ミーカサラ空港               |
| Mount Keith              | YMNE           | WME            | Mount Keith 空港             |
| マウントマグネット       | YMOG           | MMG            | マウントマグネット空港       |
| ニューマン               | YNWN           | ZNE            | ニューマン空港               |
| オンスロウ               | YOLW           |                | オンスロウ空港               |
| パラバドゥー             | YPBO           | PBO            | パラバドゥー空港             |
| ポートヘッドランド       | YPPD           | PHE            | ポートヘドランド国際空港     |
| ロットネスト島           | YRTI           | RTS            | ロットネスト島空港           |
| ウィルナ                 | YWLU           | WUN            | ウィルナ空港                 |
| ウィンダム               | YWYM           |                | ウィンダム空港               |

### 広域鉄道
州内南部には鉄道網が存在し、またパースにはオーストラリアの大陸横断鉄道が達している。

#### 大陸横断鉄道
- インディアンパシフィック

#### 都市間鉄道
- トランスwa

### 市内鉄道・地下鉄・路線バス・フェリー

#### パース周辺
- トランスパース

## 観光

### 世界遺産

#### 世界自然遺産
- 西オーストラリアのシャーク湾 - （1991年、自然遺産）
- パーヌルル国立公園 - （2003年、自然遺産）
- ニンガルー・コースト - （2011年、自然遺産）

## 出身関連著名人
- ダミアン・レーン - 競馬騎手。
- ヒース・レジャー - 俳優。「ダークナイト」でジョーカー役などを演じた。